# Starkweather (Dakota del Nord)
Starkweather è un centro abitato (city) degli Stati Uniti d'America, situato nella Contea di Ramsey nello Stato del Dakota del Nord. Nel censimento del 2000 la popolazione era di 157 abitanti. La città è stata fondata nel 1902.

## Geografia fisica
Secondo i rilevamenti dell'United States Census Bureau, la località di Starkweather si estende su una superficie di 0,40 km², tutti occupati da terre.

## Popolazione
Secondo il censimento del 2000, a Starkweather vivevano 157 persone, ed erano presenti 46 gruppi familiari. La densità di popolazione era di 433 ab./km². Nel territorio comunale si trovavano 89 unità edificate. Per quanto riguarda la composizione etnica degli abitanti, il 98,73% era bianco, lo 0,64% era nativo e lo 0,64% apparteneva ad altre razze. La popolazione di ogni razza ispanica corrispondeva allo 0,64% degli abitanti.
Per quanto riguarda la suddivisione della popolazione in fasce d'età, il 23,6% era al di sotto dei 18, il 7,6% fra i 18 e i 24, il 27,4% fra i 25 e i 44, il 24,2% fra i 45 e i 64, mentre infine il 17,2% era al di sopra dei 65 anni di età. L'età media della popolazione era di 41 anni. Per ogni 100 donne residenti vivevano 98,7 maschi.